# Tehkan World Cup
Tehkan World Cup è un videogioco di calcio pubblicato per sala giochi dalla Tehkan, la odierna Tecmo, nel 1985. Il cabinato poteva essere in due versioni, con controlli normali o con trackball.
Non vennero pubblicate conversioni ufficiali per piattaforme domestiche, ma il gioco ha ispirato Emilio Butragueño ¡Fútbol! per computer e Tecmo World Cup Soccer per NES.

## Modalità di gioco
Il videogioco simula i mondiali di calcio e si ispira vagamente al mondiale spagnolo del 1982, sebbene i livelli di difficoltà delle avversarie rispecchino molto più i valori del 1985, anno di pubblicazione del gioco . Non ci sono licenze ufficiali, le maglie delle squadre e l'aspetto dei giocatori ricordano quelle reali. Bisogna affrontare sette partite per finire il gioco e vincere la Coppa del Mondo. Le partite sono in sequenza e anche il pareggio determinerà il game over. La visuale è dall'alto, non si possono fare falli di gioco e non c'è l'arbitro in campo. Nella modalità a due giocatori, inserendo più crediti si può allungare il tempo di gioco. Tramite l'utilizzo del trackball è possibile impartire alla palla traiettorie curve e regolare la potenza di tiro e passaggio, aspetti del tutto inediti per i simulatori calcistici dell'epoca che determinano grandi giocabilità e longevità. Del tutto differente invece il sistema di controllo con li joystick,in cui, la potenza di tiro è fissata al livello massimo e le direzioni limitate alle 8 canoniche.

## Squadre
In giocatore singolo, il giocatore avrà sempre la squadra con la maglia rossa e non potrà scegliere altre squadre. Inoltre la sequenza degli incontri non varierà mai. Le partite sono:
- Prima partita,  Scozia
- Seconda partita,  Finlandia
- Terza partita,  Brasile
- Quarta partita,  Italia
- Quinta partita,  Francia
- Sesta partita,  Argentina
- Finale,  Germania

## Colonna sonora
Dopo aver vinto la finale, compare una schermata celebrativa. La dicitura Victory sovrasta l'immagine degli 11 calciatori che alzano la Coppa del Mondo, mentre viene suonata una versione strumentale di Jerusalem degli Emerson, Lake & Palmer.